# Maraton wileński

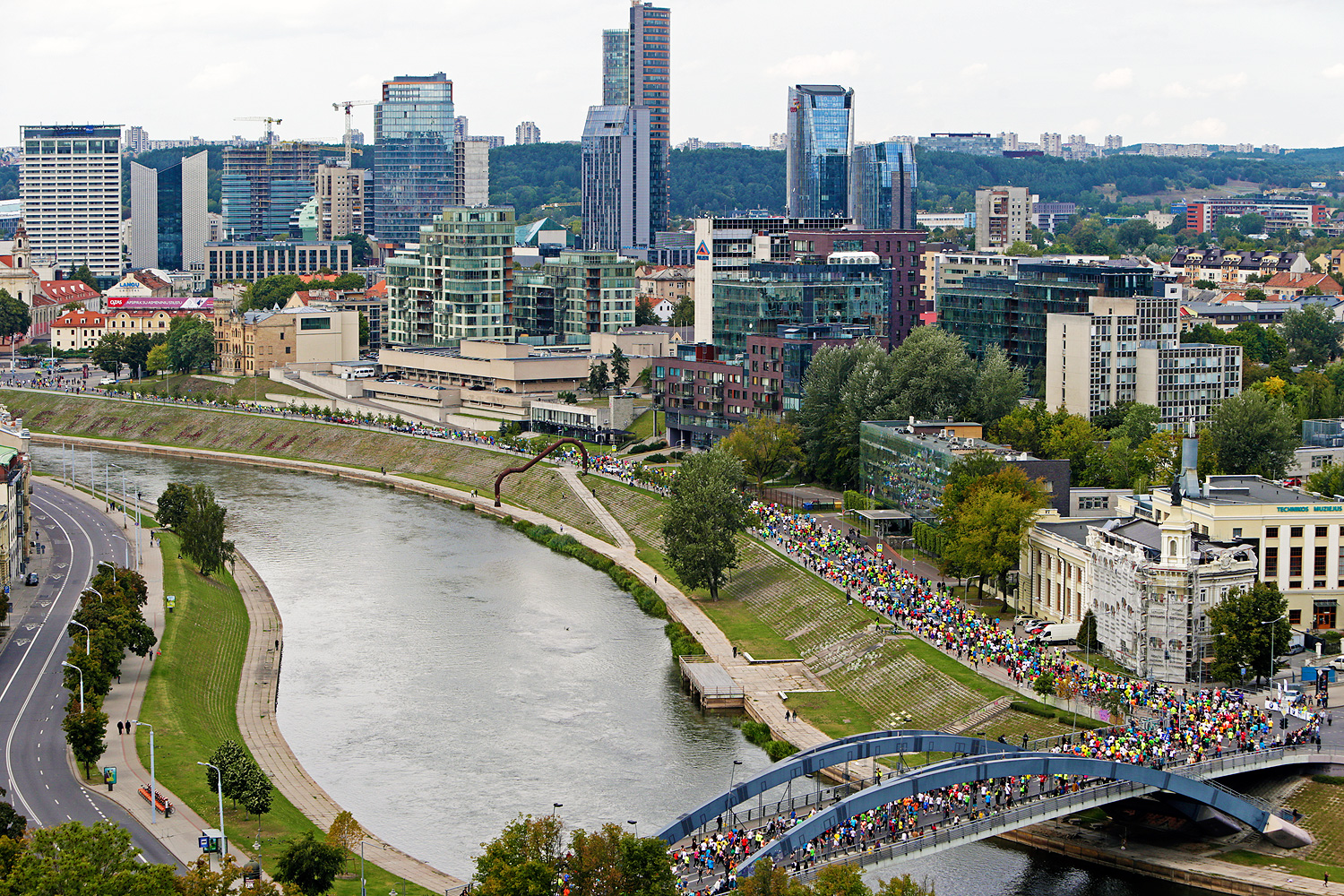
Maraton wileński 2015

Maraton wileński – zawody biegowe organizowane rokrocznie począwszy od 2004 roku w stolicy Litwy, Wilnie. Impreza jest kontynuacją rozgrywanego w latach 2001 – 2003 ulicznego biegu na 10 kilometrów. Od 2006 sportowcy rywalizują także w półmaratonie. 